# SINGLE COLLECTION Steps
『SINGLE COLLECTION Steps』（シングルコレクションステップス）は、日本の歌手・高橋由美子が1993年12月16日にビクターエンタテインメントから発売した初のシングルコレクションアルバムである。2020年11月25日から音楽配信でも入手可能。

## 概要
- 高橋初のベスト・アルバムでメジャー・デビュー楽曲「Step by Step」から当時の最新シングルだった「yell」までの12曲をリリース順に収録した、シングルコレクションアルバムである。
- 「Step by Step」は高橋名義のアルバムでは本作で初収録となっている。
- 「yell」はシングル盤の音源と本作の為に制作されたバラード音源の2タイプ収録されている。

## 売上
週間オリコンチャートにおいては13位を記録、登場週数は2週。

## 収録曲
| #         | タイトル                           | 作詞         | 作曲       | 編曲      | 時間  |
| --------- | ---------------------------------- | ------------ | ---------- | --------- | ----- |
| 1.        | 「Step by Step」                   | 立花瞳       | 立花瞳     | 萩田光男  | 4:09  |
| 2.        | 「Fight!」                         | 小澤幸代     | 伊藤薫     | 根岸貴幸  | 3:31  |
| 3.        | 「笑顔の魔法」                     | 大場清実     | 佐藤英敏   | 根岸貴幸  | 3:54  |
| 4.        | 「と♥き★め♥き」                    | 千家和也     | 筒美京平   | ULTIMAX   | 3:42  |
| 5.        | 「元気!元気!元気!」                | 秋元康       | 筒美京平   | 清水信之  | 3:20  |
| 6.        | 「いつか逢おうね」                 | 秋元康       | 筒美京平   | 若草恵    | 4:14  |
| 7.        | 「コートダジュールで逢いましょう」 | 秋元康       | 亀井登志夫 | 大谷和夫  | 4:04  |
| 8.        | 「アチチッチ -fire version-」      | 秋元康       | 本島一弥   | 岩本正樹  | 4:33  |
| 9.        | 「だいすき」                       | さくらももこ | 筒美京平   | 千住明    | 3:12  |
| 10.       | 「Good Love」                      | 柚木美祐     | 本島一弥   | 岩本正樹  | 4:00  |
| 11.       | 「はじまりはいま」                 | 柚木美祐     | 本島一弥   | 岩本正樹  | 4:36  |
| 12.       | 「yell」                           | 柚木美祐     | 本島一弥   | 岩本正樹  | 4:48  |
| 13.       | 「yell～ballade version～」        | 柚木美祐     | 本島一弥   | 岩本正樹  | 4:32  |
| 合計時間: | 合計時間:                          | 合計時間:    | 合計時間:  | 合計時間: | 52:35 |